# Lothar Vogt
Lothar Vogt est un joueur d'échecs est-allemand né le 17 janvier 1952 à Görlitz.

## Biographie et carrière
En 1970, Lothar Vogt remporta la médaille de bronze par équipe lors du championnat d'Europe d'échecs des nations disputé à Kapfenberg (il jouait au dixième échiquier). En 1973, il marqua 4,5 points sur 5 lors du tournoi préliminaire du championnat d'Europe des nations disputé à Bath mais la RDA finit deuxième de sa poule et fut éliminée.
Grand maître international en 1976, il remporta le championnat d'Allemagne de l'Est à deux reprises (en 1977 et 1979) et représenta l'Allemagne de l'Est lors des olympiades de 1972 et de 1988, marquant 20 points en 29 parties,.
Lothar Vogt remporta les tournois internationaux de Varsovie 1969, Zinnowitz 1970. Starý Smokovec 1972, Leipzig 1974, Kecskemét 1977, Nałęczów 1979. En 1982, il remporta le tournoi international mémorial Rubinstein à Polanica-Zdrój au départage devant Petar Popović et Ivan Radulov. En 2008, il gagna à Lenk im Simmental devant Andreï Sokolov.
Dans le classement de la janvier 1983, après sa victoire au mémorial Rubinstein, Lothar Vogt était classé 64e joueur mondial.